# Made in the Shade
Made in the Shade je třetí kompilace, kterou vydali The Rolling Stones a to v roce 1975.

## Seznam skladeb
Autory jsou Mick Jagger a Keith Richards.
1. "Brown Sugar" – 3:50
2. "Tumbling Dice" – 3:44
3. "Happy" – 3:04
4. "Dance Little Sister" – 4:10
5. "Wild Horses" – 5:41
6. "Angie" – 4:31
7. "Bitch" – 3:37
8. "It's Only Rock'n Roll (But I Like It)" – 5:07
9. "Doo Doo Doo Doo Doo (Heartbreaker)" – 3:27
10. "Rip This Joint" – 2:23

## Žebříčky
Album
| Rok  | Album                | Pozice |
| ---- | -------------------- | ------ |
| 1975 | UK Top 60 Albums     | 14     |
| 1975 | Billboard Pop Albums | 6      |